# Kefalos (miasto)
Kefalos – miasto położone w zachodniej części wyspy Kos (Grecja) należącej do archipelagu Dodekanez. W okolicach Kefalos znajdują się plaże.